# Cup of Nations 2019
La Cup of Nations 2019 è stata l'edizione inaugurale dell'omonimo torneo a invito riservato a nazionali di calcio femminile, disputata in Australia dal 28 febbraio al 6 marzo 2019 e organizzato dalla Federcalcio australiana (FFA) con il supporto di alcuni organi istituzionali, New South Wales Government, Brisbane City Council, e Victorian Government.
Il torneo, al quale hanno partecipato oltre la nazione ospitante anche Argentina, Corea del Sud e Nuova Zelanda, è stato vinto dall'Australia vincendo tutti i tre incontri in programma.

## Formato
Le quattro squadre invitate si sono affrontate una volta in un girone all'italiana. I punti assegnati nella fase a gironi seguono la formula di tre punti per una vittoria, un punto per un pareggio e zero punti per una sconfitta.

## Stadi
| Sydney                    | Brisbane         | Melbourne        |
| ------------------------- | ---------------- | ---------------- |
| Leichhardt Oval           | Suncorp Stadium  | AAMI Park        |
| Capacità: 20 000          | Capacità: 52 500 | Capacità: 30 050 |
|                           |                  |                  |
| Sydney Brisbane Melbourne |                  |                  |

## Nazionali partecipanti
| Squadra       | FIFA/Coca-Cola Women's World Ranking (7 dicembre 2018). |
| ------------- | ------------------------------------------------------- |
| Australia     | 6                                                       |
| Corea del Sud | 14                                                      |
| Nuova Zelanda | 19                                                      |
| Argentina     | 39                                                      |

## Squadre
Le quattro nazionali partecipanti al torneo potevano iscrivere un massimo di 26 giocatrici, cosa che ha fatto la Corea del Sud, mentre le altre tre sono  presentate con una rosa di sole 23.

## Classifica
| Pos. | Squadra       | Pt | G | V | N | P | GF | GS | DR  |
| ---- | ------------- | -- | - | - | - | - | -- | -- | --- |
| 1.   | Australia     | 9  | 3 | 3 | 0 | 0 | 9  | 1  | +8  |
| 2.   | Corea del Sud | 6  | 3 | 2 | 0 | 1 | 8  | 4  | +4  |
| 3.   | Nuova Zelanda | 3  | 3 | 1 | 0 | 2 | 2  | 4  | -2  |
| 4.   | Argentina     | 0  | 3 | 0 | 0 | 3 | 0  | 10 | -10 |

| Arbitro: | Reibelt |

|  |           |                                     |
|  | Marcatori | 4’ Moon 53’ Son 56’ Lee 68’, 75’ Ji |

| Arbitro: | Kajiyama |

|                      |           |  |
| Gielnik 44’ Raso 75’ | Marcatori |  |

| Arbitro: | Lee |

|  |           |                   |
|  | Marcatori | 50’ Rood 70’ Bott |

| Arbitro: | Qin Liang |

|                                                |           |        |
| Kerr 6’ (rig.), 45+1’ De Vanna 36’ Gielnik 81’ | Marcatori | 12’ Ji |

| Arbitro: | Durcau |

|                 |           |  |
| Ji 74’ Moon 87’ | Marcatori |  |

| Arbitro: | Kajiyama |

|                                        |           |  |
| Kerr 4’ Kennedy 33’ Foord 90+4’ (rig.) | Marcatori |  |

## Statistiche

### Classifica marcatrici
4 reti
- Ji So-yun

3 reti
- Samantha Kerr

2 reti
- Emily Gielnik
- Moon Mi-ra

1 rete
- Alanna Kennedy
- Caitlin Foord
- Hayley Raso
- Lisa De Vanna
- CJ Bott
- Katie Rood
- Lee So-dam
- Son Hwa-yeon